# حکمرانی ظالمان
سلطنت قاتلان (به انگلیسی: Reign of Assassins) یک فیلم ووشیا محصول سال ۲۰۱۰ به کارگردانی سو چائو پین و جان وو است. این فیلم در چین فیلمبرداری شده و در زمان دودمان مینگ تنظیم شده‌است. در این فیلم میشل یئو نقش اصلی را بازی می‌کند.

## داستان
ژنگ جینگ قاتلی ماهر است که به بقایایی از یک راهب بودایی دست پیدا می‌کند. او تلاش می‌کند تا این بقایا را به محل اصلی آن بازگرداند ولی در این بین گروهی دیگر نیز به دنبال این بقایا هستند چرا که این باقی مانده‌ها حاوی رازی از یک قدرتی باستانی اند…

## بازیگران
- میشل یئو به عنوان زنگ جینگ / دریز
- جونگ وو-سونگ به عنوان جیانگ آه شنگ
- وانگ Xueqi به عنوان چرخ کینگ / کائو فنگ
- باربی شو به عنوان برگ فیروزه ای / Ye Zhanqing
- شان یوئه به عنوان لی بن
- کلی لین به عنوان دریزل
- گوا Xiaodong به عنوان ژانگ Renfeng
- جیانگ ییان به عنوان تیان چینگتونگ
- پا هه به عنوان خاله کای
- Pace Wu به عنوان شمشیر Teen Kongdong / Qing Jian
- لئون دای به عنوان جادوگر / لیان شنگ
- چون شین چی به عنوان دکتر لی
- آنجلس وو به عنوان خرس خوار
- کالوین لی به عنوان حکمت / راهب جیان هوی
- مت وو به عنوان خرس قاتل
- هو Xiaoguang به عنوان رهبر سونگ یانگ پنج
- هان ژی به عنوان عضو یانگ پنج آهنگ
- زینگ Hanqing به عنوان عضو آهنگ یانگ پنج
- چیم کیم به عنوان عضو آهنگ یانگ پنج
- شی ژانجی به عنوان عضو یانگ پنج آهنگ
- پیتر کم به عنوان ژنرال هوانگ
- لی هینگ-چونگ به عنوان ژانگ هایدوان
- ما Shuliang به عنوان رئیس فروشگاه نفت چن
- شما به عنوان ژانگ داژینگ لب می‌زنید
- شین ویدونگ به عنوان قصاب

## فیلمبرداری
فیلمبرداری اصلی از ۴ اکتبر ۲۰۰۹ در شهر سونجیانگ، شانگهای چین آغاز شد و سپس به استودیوهای جهانی هنگجیان منتقل شد. بخشی از فیلم در تاریخ ۳۰ اکتبر در شانگهای فیلمبرداری شد.